# نیسان سیویلین
نیسان سیویلین (Nissan Civilian) در کلاس مینی‌بوس قرار گرفته‌است و سیستم جعبه‌دندهٔ آن به دو صورت خودکار و دستی است.